# San Martín (departement van Santiago del Estero)
San Martín (Santiago del Estero) is een departement in de Argentijnse provincie Santiago del Estero. Het departement (Spaans:  departamento) heeft een oppervlakte van 2.097 km² en telt 9.148 inwoners.

## Plaatsen in departement San Martín
- Brea Pozo
- Estación Robles
- Estación Taboada